# Rajd na Zeebrugge i Ostendę
Rajd na Zeebrugge i Ostendę (operacja ZO) − podwójna operacja morsko-desantowa z okresu I wojny światowej, przeprowadzona przez Royal Navy w nocy 23 kwietnia 1918 roku, mająca na celu zablokowanie kanałów wejściowych w zajętych przez Niemców belgijskich portach Zeebrugge i Ostendzie, używanych przez Kaiserliche Marine jako bazy U-Bootów i lekkich sił nawodnych, nękających brytyjską żeglugę na kanale La Manche. Obie skoordynowane akcje, w których udział wzięło łącznie niemal 1800 ochotników z Royal Navy i Royal Marines dowodzonych przez wiceadmirała Rogera Keyesa, przyniosły jedynie połowiczny sukces: czasowe zablokowanie Zeebrugge i tylko częściowe Ostendy, okupiony dużymi stratami: ponad 600 zabitych, rannych i zaginionych. Operacja ZO, wraz z przeprowadzonym w nocy z 9 na 10 maja drugim rajdem na Ostendę, nie wpłynęły na zmianę strategicznej sytuacji na froncie, spotkały się jednak z dużym uznaniem brytyjskiej opinii publicznej oraz dowództwa, wyrażonym między innymi odznaczeniem Krzyżami Wiktorii za znakomitą postawę w boju aż 11 ich uczestników, w tym ośmiu za noc 23 kwietnia.

## Plany i przygotowania
Belgijskie porty zostały zajęte przez wojska niemieckie w pierwszych miesiącach wojny, w połowie października 1914 roku. Sztab Kaiserliche Marine szybko dostrzegł korzyści, wynikające z urządzenia tam baz swoich okrętów podwodnych i lekkich sił nawodnych. Brugia, położona około 10 km w głębi lądu i połączona dogodną siecią kanałów z nadmorskimi Zeebrugge i Ostendą, była chroniona przed bombardowaniem z morza i bardzo trudna do zaatakowania przez ówczesne prymitywne lotnictwo. Doskonale wyposażona w zaplecze stoczniowe i portowe, dawała w ten sposób znakomite schronienie bazującym tam okrętom, skracając jednocześnie znakomicie, o około 2 i pół dnia żeglugi w porównaniu z operowaniem z portów niemieckich, ich drogę do rejonów operacyjnych, czy to w Kanale La Manche i Cieśninie Kaletańskiej, którędy prowadzona była komunikacja z wojskami walczącymi na kontynencie, czy w obszarze Western Approaches, akwenie położonym na Oceanie Atlantyckim na zachód od Wysp Brytyjskich, przez który przebiegały wszystkie ważniejsze transatlantyckie szlaki żeglugowe, łączące Wielką Brytanię z Ameryką i posiadłościami kolonialnymi. 9 listopada 1914 roku do Zeebrugge zawinął pierwszy U-Boot, U-12, który już dwa dni później zatopił brytyjski trałowiec „Niger”. Właśnie po wypłynięciu z Zeebrugge niemiecki U-24 storpedował 1 stycznia 1915 roku „Formidable”, pierwszy pancernik w historii zatopiony przez okręt podwodny. 29 marca 1915 roku powstała U-Bootflotiile Flandern. Według ocen historyków, U-Booty operujące od pierwszych miesięcy 1915 roku z portów flandryjskich były odpowiedzialne za około 1/3 strat w tonażu handlowym, poniesionych przez Brytyjczyków na wodach wokół Wysp. Od 1915 roku zaplecze portów w Brugii, Zeebrugge i Ostendzie było intensywnie rozbudowywane. Dla zabezpieczenia U-Bootów przed atakiem lotniczym zbudowano dwa 70-metrowe betonowe bunkry, inne powstały jako składy amunicji i paliwa. Doki portowe zostały przykryte metalowymi konstrukcjami dachów.
Wraz z nasileniem się nieograniczonej wojny podwodnej i dużymi stratami ponoszonymi w bitwie o Atlantyk oraz sukcesami Niemców w wojnie przybrzeżnej w 1917 roku, brytyjska Admiralicja zaczęła przygotowywać plany operacji mającej na celu zneutralizowanie niemieckich okrętów bazujących w Brugii i jej portach satelitarnych. Miała ona być skoordynowana z natarciem wojsk lądowych wzdłuż wybrzeża Flandrii, jednak, wobec niemożności przełamania frontu, została zarzucona we wrześniu 1917 roku. Powrócono wtedy do koncepcji, wysuniętej już w 1915 roku przez kontradmirała Reginalda Bacona, aby zamknąć wyloty obu kanałów portowych, w Zeebrugge i Ostendzie, zatapiając w nich odpowiednio przystosowane jednostki pływające. Opracowanie szczegółów operacji powierzono ówczesnemu szefowi planowania w Admiralicji, kontradmirałowi Rogerowi Keyesowi. Przygotowany przez niego projekt został zaakceptowany 24 lutego 1918 roku, zaś Keyes został mianowany jego głównym wykonawcą. Od 1 stycznia był już dowódcą Dover Patrol, sił odpowiedzialnych za bezpieczeństwo kanału La Manche i okolicznych akwenów, składających się z okrętów, artylerii nadbrzeżnej, samolotów Royal Naval Air Service oraz systemów zapór i sieci przeciw okrętom podwodnym. W ramach tych sił miał przygotować rajd.
Kanał portowy w Zeebrugge miał być zablokowany poprzez zatopienie w nim trzech, w Ostendzie dwóch starych krążowników, których wnętrza wypełniono złomem i cementem. Ich załogi miały zostać ewakuowane przy użyciu małych łodzi. Największą przeszkodę dla atakujących upatrywano w długim na ponad 2500 metrów, betonowym molo w Zeebrugge, na którym Niemcy ustawili kilka baterii dział nadbrzeżnych dużego kalibru oraz mniejsze działka i stanowiska karabinów maszynowych. Do ich zneutralizowania wyznaczono oddział desantowy, który miał być wysadzony na molo z pokładów krążownika „Vindictive” i dwóch zarekwirowanych promów pasażerskich: „Iris II” i „Daffodil”. Jednocześnie, aby uniemożliwić Niemcom wsparcie obsady molo, zaplanowano zniszczenie łączącego go z lądem stałym wiaduktu przez eksplodowanie pod nim wypełnionych materiałami wybuchowymi jednostek pływających. Początkowo miały to być dwa kutry typu CMB, ostatecznie zdecydowano się na użycie dwóch starych małych okrętów podwodnych. Obydwa rajdy miały być skoordynowane w czasie. Aby osłonić zbliżającą się do wybrzeża flotę, przewidziano postawienie zasłony dymnej i przeprowadzenie równoległych akcji dywersyjnych: ostrzału wybrzeża przez artylerię okrętową i bombardowań lotniczych. Cała operacja miała zaangażować łącznie 165 jednostek pływających.

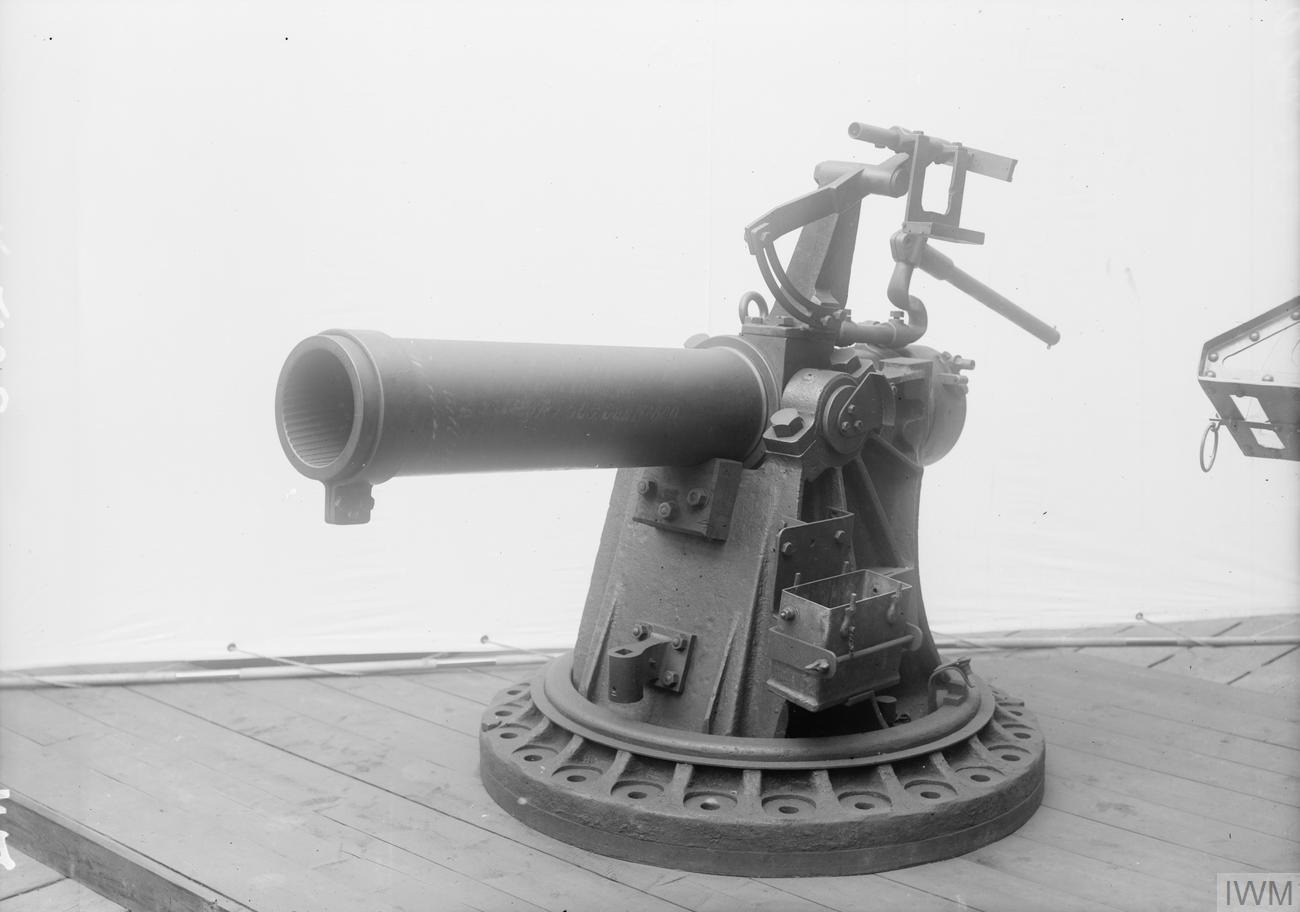
Jedna z haubic 7,5-calowych (190 mm) na „Vindictive”

„Vindictive”, promy, krążowniki i okręty podwodne przeznaczone do zatopienia bądź zniszczenia, zostały poddane niezbędnym adaptacjom w stoczniach w Chatham i Portsmouth. Przebudowa „Vindictive” obejmowała redukcję oryginalnego uzbrojenia artyleryjskiego, zainstalowanie dodatkowych dwóch haubic, większej liczby działek szybkostrzelnych, karabinów maszynowych, miotaczy ognia oraz moździerzy, skrócenie masztów, podwyższenie nadburci, zainstalowanie ramp wyładowczych dla desantu oraz dodatkowe opancerzenie stanowiska dowodzenia i pomieszczeń bojowych. Pięć krążowników typu Apollo zostało pozbawionych większości dotychczasowego wyposażenia i uzbrojenia, wypełnionych dodatkowym balastem z cementu i złomu, który miał poprawić ich stateczność i maksymalnie utrudnić operację ewentualnego podniesienia z dna kanałów, zaś ich stanowiska dowodzenia i sterowania zostały przeniesione na rufy i maksymalnie dopancerzone. W podwójnych dnach zainstalowano po cztery ładunki wybuchowe, których eksplozje miały szybko zatopić jednostki. Dwa stare przybrzeżne okręty podwodne typu C, mające zniszczyć wiadukt na molo, zostały wypełnione pięcioma tonami amatolu każdy i wyposażone w łodzie ratunkowe dla umożliwienia ewakuacji załóg.
Wybór ludzi do wzięcia udziału w operacji powierzony został wyłącznie zaufanym oficerom Keyesa. Większość z marynarzy była ochotnikami wybranymi spośród załóg okrętów Grand Fleet, część przyszła z załóg rezerwowych, 11 pochodziło z australijskiego krążownika liniowego „Australia”, kilku z British Army. W zespole wsparcia pod Ostendą były także okręty francuskiej Marine nationale. W siłach Keyesa było również 750 żołnierzy Royal Marines, większość z 4. batalionu (4th RM). Oddziałem mającym zaatakować molo dowodził podpułkownik Bertram N. Elliot, weteran walk na Bałkanach.
Keyes planował atak na połowę marca 1918 roku, ale nie otrzymał do tego czasu wystarczającej ilości środków do wytworzenia zasłony dymnej. Jego flota wyszła w morze 11 kwietnia, lecz i tym razem operacja nie doszła do skutku ze względu na niesprzyjający wiatr i okręty, z których widziano już zabudowania portowe w Zeebrugge i Ostendzie, zawróciły do portów brytyjskich. Jeden z kutrów, CMB 33A, znalazł się zbyt blisko stanowisk artylerii niemieckiej broniącej Ostendy i został skutecznie ostrzelany. Cała załoga zginęła, zaś kuter zdryfował na brzeg i został odnaleziony przez Niemców. Z odnalezionych na pokładzie dokumentów i map wywnioskowali oni, że Brytyjczycy planują akcję przeciwko temu portowi i nakazali oddziałom zwiększoną czujność. 13 kwietnia operację odwołano ze względu na zły stan morza. Po raz kolejny brytyjskie okręty wyruszyły z Dover, Dunkierki i Harwich przed wieczorem 22 kwietnia. Przed północą Keyes nadał z pokładu swego niszczyciela flagowego „Warwick” historyczny sygnał: „St. George for England” (święty Jerzy, patron Anglii, ma swoje święto właśnie 23 kwietnia).

## Siły alianckie

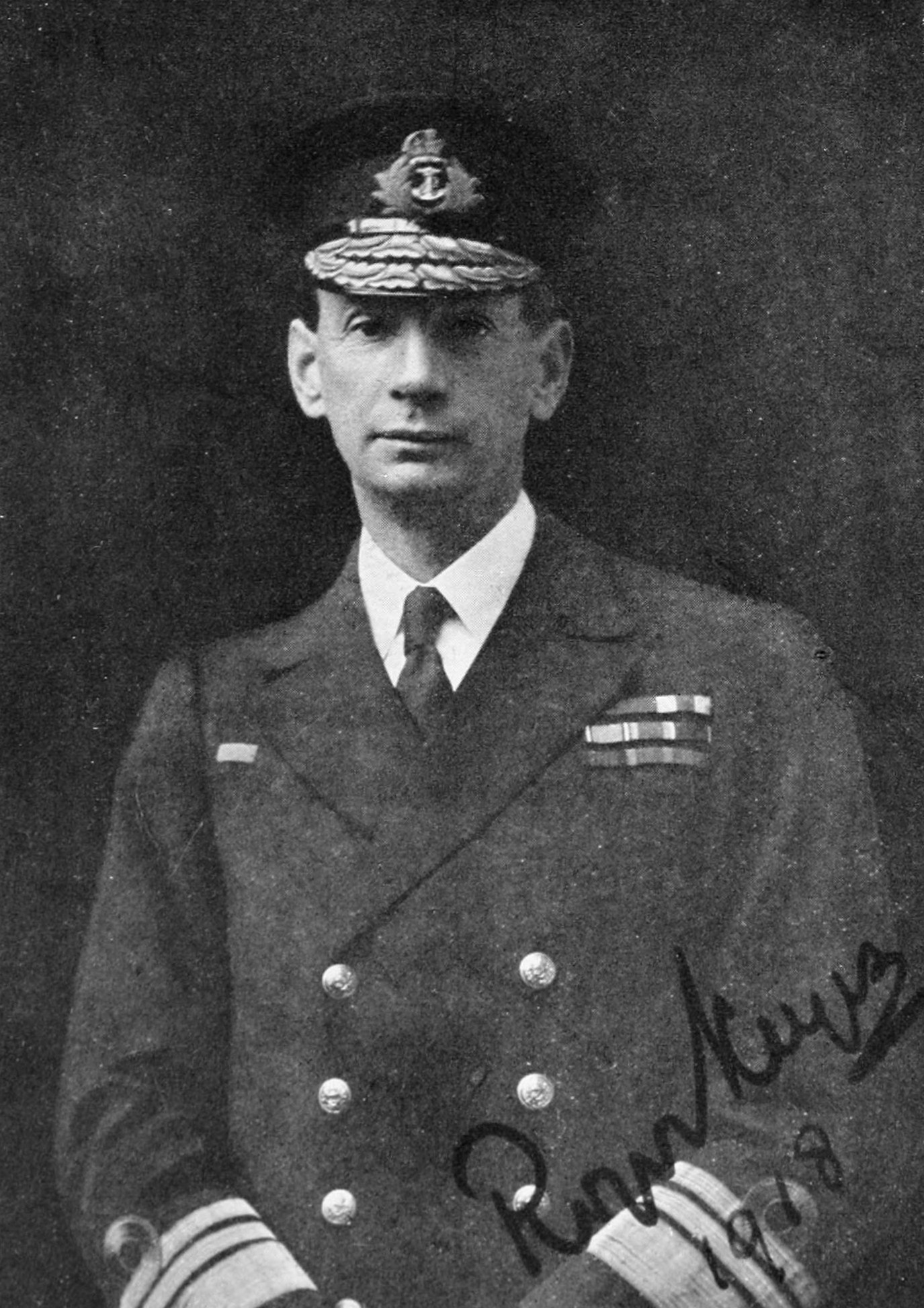
Roger Keyes

Cała operacja, łącznie z siłami osłonowymi, wspierającymi i wyznaczonymi do postawienia zasłony dymnej, zaangażowała poważne siły brytyjskie i alianckie. W bezpośrednich akcjach w obydwu portach wzięło udział 165 jednostek pływających różnej wielkości oraz 1780 marynarzy i żołnierzy, w znacznej części ochotników. Do ataku na Zeebrugge, dowodzonego przez admirała Keyesa, wyznaczono 75 okrętów: trzy krążowniki do zablokowania kanału: „Thetis”, „Intrepid” oraz „Iphigenia”, dwa okręty podwodne mające zniszczyć wiadukt: C1 oraz C3, krążownik „Vindictive” oraz dwa promy: „Daffodil” i „Iris II” do przewiezienia i wsparcia grupy szturmowej mającej opanować molo (700 Royal Marines i 200 marynarzy), grupę kutrów torpedowych i motorowych, których zadaniem miało być ewentualne zaatakowanie kotwiczących niemieckich okrętów, a później udział w ewakuacji grupy uderzeniowej i załóg zatopionych okrętów oraz jednostki wsparcia: monitory „Erebus” i „Terror” z osłoną niszczycieli. Promy miały przebyć kanał na holu „Vindictive”, okręty podwodne holowane przez niszczyciele.
Do zablokowania kanału w Ostendzie wyznaczono krążowniki „Briliant” i „Sirius”, osłaniane przez zespół siedmiu niszczycieli z liderem „Faulknor” oraz grupę kutrów. Zespół wsparcia stanowiły monitory „Marshal Soult”, „Lord Clive”, „Prince Eugene”, „General Craufurd”, M21, M24 i M26, osłaniane przez sześć niszczycieli, w tym trzy francuskie i grupę mniejszych jednostek obydwu flot. W pogotowiu bojowym na Kanale La Manche pozostawał zespół lekkich sił Harwich Force, który jednak nie wziął udziału w akcji. Bezpośrednim dowódcą ostendzkiej części operacji był komodor Hubert Lynes.

## Siły niemieckie
Obroną zajętego wybrzeża Flandrii kierował dowódca Marinekorps Flandern, wiceadmirał Ludwig von Schröder. Stworzył on rozbudowaną i skuteczną linię obrony na podległym mu odcinku. Dostępu do baz od strony morza broniły rozbudowane pola minowe i baterie nadbrzeżne, wspierane przez marynarkę i lotnictwo. Bezpośrednio w rejonie Zeebrugge znajdowały się baterie: „Zeppelin” z czterema działami kal. 10,5 cm, „Groden” z czterema haubicami kal. 28 cm, „Hafen” z trzema działami kal. 8,8 cm oraz „Hertha” z czterema działami kal. 20 cm, uzupełniane przez położone pomiędzy nimi pojedyncze stanowiska ogniowe dział polowych, moździerzy i karabinów maszynowych. Samego portu broniły: usytuowana na wprost mola bateria „Friedrichsart” z działami kal. 15 cm, bateria „Kanal B” złożona z 31 stanowisk dział szybkostrzelnych kal. 5 cm oraz pojedyncze stanowiska ogniowe, w tym trzy działa kal. 10,5 cm bezpośrednio na molo.
Obrona portu w Ostendzie opierała się na potężnej baterii „Jakobynessen” z działami kal. 38 cm oraz „Tirpitz” z czterema działami kal. 28 cm. Łącznie wybrzeża Flandrii od granicy holenderskiej do linii frontu broniło 225 luf armatnich, z których 136 miało kaliber 15 cm lub większy.

## Rajd

### Zeebrugge
Grupa wyznaczona do ataku na Zeebrugge nie ominęła kłopotów. Pomimo niezbyt wysokiej fali C1 zerwał się z holu. Co prawda jego dowódca, porucznik Audrey Newbold, zdecydował się podążać w ślad za eskadrą, ale ostatecznie dotarł na miejsce dopiero po zakończeniu operacji i nie pozostało mu nic innego, jak zawrócić swój wyładowany materiałem wybuchowym okręt w stronę wybrzeża Anglii. Monitory „Erebus” i „Terror” również dotarły na miejsce z opóźnieniem, około 23:30 rozpoczynając pojedynek z niemieckimi bateriami. Kilka pocisków z brzegu upadło niedaleko brytyjskich okrętów, nie wyrządzając jednakże żadnych szkód.
Dotychczas pogoda wydawała się sprzyjać Brytyjczykom: noc była pochmurna, zaś wiatr wiał w sprzyjającym kierunku. Zmienił się jednak przed północą, co spowodowało, że większość małych jednostek przeznaczonych do postawienia zasłony dymnej zajęła złe pozycje (a niektóre zostały celnie ostrzelane przez niemiecką artylerię) i nie dała odpowiedniej osłony na podejściu do portu. Kierujący operacją stawiania zasłony dymnej Wing Commander Frank Arthur Brock, odkomenderowany z Royal Naval Air Service specjalnie do tego zadania, zginął podczas akcji. „Vindictive” i obydwa promy, z grupami szturmowymi na pokładach, zbliżyły się do kanału wejściowego chronione przez zasłonę dymną stawianą przez płynącego przed nimi CMB 23. Inne ścigacze ostrzelały w tym czasie żołnierzy niemieckich na molo, zaś CMB 5 i CMB 7 weszły do basenu portowego, poszukując celu dla swych torped. Zaatakowały jedyny cumujący tam niemiecki torpedowiec, V 69, jednak chybiły.
Minutę po północy do mola przybił „Vindictive”, wkrótce po nim również „Daffodil”, a po kwadransie „Iris II”. Grupy szturmowe opuściły swe jednostki i natychmiast starły się z czuwającymi żołnierzami niemieckimi. W gęstym ogniu karabinów maszynowych i dział atakujący ponieśli duże straty, zarówno na molo, jak i wśród obsług stanowisk ogniowych na okrętach. Na mostku krążownika polegli podpułkownik Elliot i jego zastępca, major Alexander A. Cordner, na molo prowadzący do walki ochotników z marynarki kapitan Henry C. Hallahan. Zalegający pod ogniem niemieckim Brytyjczycy doprowadzili do tego, że cała uwaga obrońców zwrócona była na nich, nie na zbliżające się okręty mające zablokować kanał.

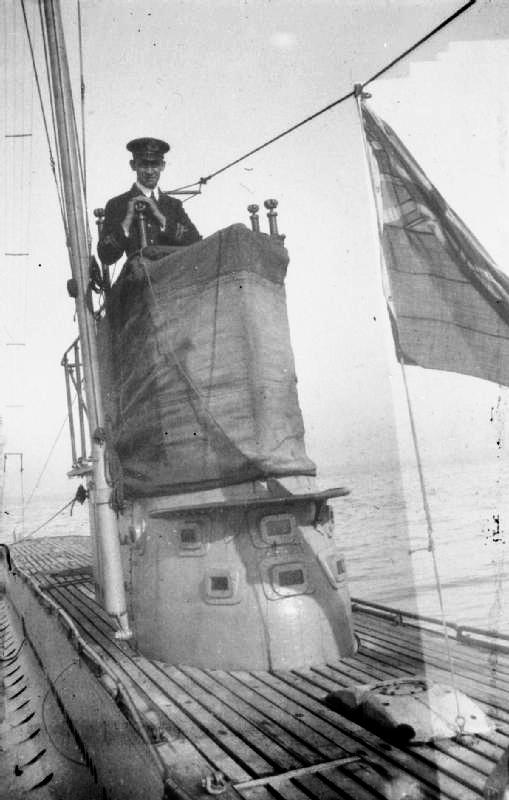
Richard D. Sandford na szczycie kiosku C3

W tym czasie wzdłuż mola posuwał się powoli okręt podwodny C3, dowodzony przez porucznika Richarda D. Sandforda. Przez pewien czas był on ostrzeliwany przez niemiecką artylerię, ale później ostrzał ustał. Dowódca doprowadził go do celu i wbił dziobem pod stalowy wiadukt na molo. W tym momencie znajdujący się na górze Niemcy wybuchnęli chóralnym śmiechem: prawdopodobnie sądzili, że wroga jednostka zmyliła drogę i omyłkowo utknęła w pułapce. Załoga zeszła do łodzi ratunkowej, zaś porucznik Sandford uruchomił 12-minutowy zapalnik. Odpływający Brytyjczycy zostali ostrzelani, większość z nich, w tym dowódca, ranna. Ogień niemiecki ustał po eksplozji ładunku, która wyrwała 40-metrową dziurę w wiadukcie, zaś łódź została wkrótce odnaleziona przez kuter dowodzony przez Francisa Sandforda, brata dowódcy C3, który szybko dowiózł rannych na niszczyciel „Phoebe”, zapewniając im pomoc lekarską. Cała załoga okrętu podwodnego została wyróżniona odznaczeniami, porucznik Sandford otrzymał Krzyż Wiktorii.
Niemal równocześnie z eksplozją do wejścia do portu dopłynął pierwszy z blokujących krążowników, „Thetis”. Jego śruby zaplątały się jednak w sieć przeciwko okrętom podwodnym, co spowodowało, że unieruchomiona jednostka zdryfowała niemal 300 metrów od miejsca, w którym miała być zatopiona. Znajdująca się pod ogniem niemieckim załoga zdecydowała się opuścić krążownik i zatopić go w tym miejscu. Skoncentrowanie uwagi obrońców na walce na molo (walczyła tam nawet załoga V 69, którego torpedy mogły skutecznie pokrzyżować brytyjskie plany) i ostrzale „Thetis” pozwoliło kolejnemu okrętowi, „Intrepidowi”, na bezpieczne przejście na miejsce samozatopienia. Trzeci z krążowników, „Iphigenia”, została dwukrotnie trafiona podczas podejścia, ale jej załodze również udało się zatopić jednostkę mniej więcej według planu i ewakuować się na kutrach. Jeden z nich, ML 282, przewoził w efekcie ponad stu ludzi, przy normalnej załodze wynoszącej ośmiu marynarzy.
Gdy tylko krążowniki dotarły do miejsca samozatopienia, dowodzący akcją na molo zarządzili odwrót. Walka zakończyła się kilka minut po 1:00, odpływające jednostki były jednak wciąż ostrzeliwane, ponosząc dalsze straty: zginął między innymi dowódca „Iris II”, komandor Gibbs. Osłaniający je zasłoną dymną niszczyciel „North Star” zbliżył się przy tym zanadto do brzegu i został wielokrotnie trafiony. Z uszkodzonymi kotłownią i maszynownią zastopował i pomimo niemal godzinnych prób odholowania przez „Phoebe” został w końcu opuszczony i zatopiony o 2:25.

### Ostenda
Równoczesna akcja w celu zablokowania Ostendy była traktowana jako drugorzędna. Nie przewidziano tutaj desantu, jedynie zatopienie dwóch krążowników w celu zablokowania kanału. Operacja rozpoczęła się pojedynkiem artyleryjskim zespołu monitorów z bateriami nadbrzeżnymi. Do bombardowania włączyła się również lądowa artyleria dalekosiężna z nieodległego frontu. O północy „Briliant” i „Sirius” rozpoczęły próbę wejścia do kanału portowego. W wyniku błędnego zliczenia własnych pozycji znalazły się one jednak ponad 1000 metrów na wschód od planowanego kursu. Podobnie jak w Zeebrugge, tak i tutaj wiatr uniemożliwił skuteczne zastosowanie zasłony dymnej, która, zwiewana w stronę okrętów dodatkowo utrudniła im nawigację. W efekcie załogi obu ostrzeliwanych przez ciężkie działa okrętów nie dotarły do celu, zatapiając je na mieliźnie na zewnątrz wejścia do kanału portowego. Obsady zostały skutecznie ewakuowane na kutrach, nie mając strat śmiertelnych, jedynie niewielką liczbę rannych. Podczas ich ratowania szczególnie wyróżniły się ML 276, dowodzony przez porucznika Rowleya Bourke'a, późniejszego bohatera drugiego rajdu na Ostendę oraz ML 283.

## Podsumowanie
Powracający do Wielkiej Brytanii uczestnicy rajdu byli witani jako bohaterowie. Keyes został odznaczony komandorią Orderu Łaźni, triumfalne komunikaty zostały przekazane, za pośrednictwem prasy, opinii publicznej. Sukces był wówczas niezwykle potrzebny brytyjskiemu dowództwu, oskarżanemu o utratę inicjatywy na froncie lądowym podczas rozpoczętej 21 marca tzw. ofensywy wiosennej. Niepowodzeniu w Ostendzie niemal nie poświęcono uwagi, stwierdzając, że mniemany sukces w Zeebrugge spowoduje znaczące zmniejszenie presji U-Bootów na brytyjską żeglugę. Prawda, od początku jasna dla wojskowych, przedstawiała się inaczej. Okupiony znacznymi stratami rajd nie spowodował blokady sił stacjonujących w Brugii. Cały czas miały one otwarty, dłuższy wprawdzie i trudniejszy nawigacyjnie, kanał do Ostendy. Ale już 25 kwietnia mały okręt podwodny UB-16, ostrożnie manewrując przy wysokiej wodzie zdołał wyminąć połowiczną blokadę Zeebrugge i wyjść w morze.

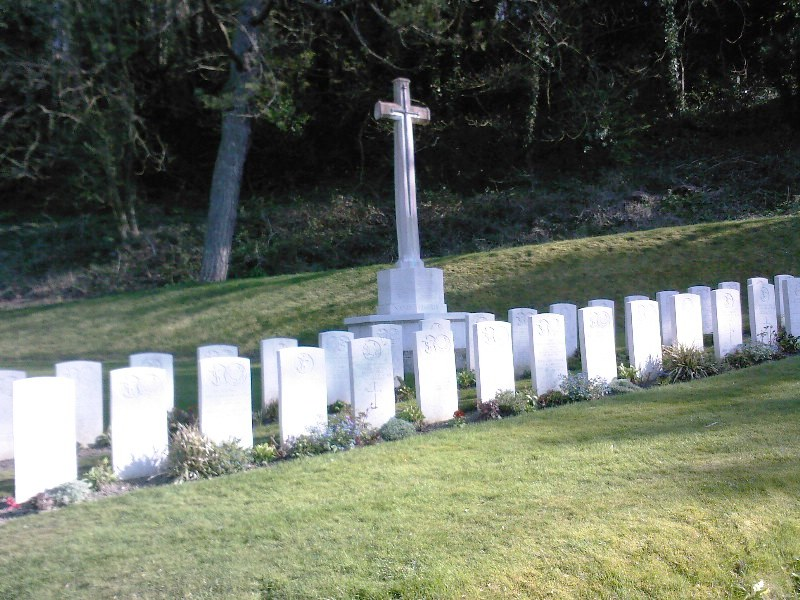
Groby poległych w Zeebrugge na St. James Cemetery w Dover

Brytyjskie straty, według oficjalnego raportu Keyesa, wyniosły 176 zabitych, 412 rannych (co najmniej kilku zmarło z ran jeszcze na pokładach okrętów) i 49 zaginionych. Oprócz zatopionych okrętów blokujących i C3, utracono niszczyciel „North Star” i dwa kutry typu ML. Według ocen niemieckich Brytyjczycy mieli stracić 214 zabitych, 383 rannych, zaś 19 zostało pojmanych. Wraz ze zmarłymi z ran przed zakończeniem działań wojennych lista strat śmiertelnych liczy 240 nazwisk. Dla kontrastu, obrońcy mieli w swych szeregach jedynie 11 zabitych (jeden z nich, Hermann Künne, został w III Rzeszy uhonorowany nazwaniem od niego niszczyciela Z19) i 24 rannych, zaś niemieckie reakcje na rajd, w obliczu sukcesów wojsk lądowych, były niemal niezauważalne. Po kilkunastu dniach udało im się częściowo udrożnić kanał w Zeebrugge, przez wybicie dodatkowego przejścia w jednym z falochronów, co niemal całkowicie zniweczyło brytyjskie wysiłki.
Pomimo to rajdy na Zeebrugge i Ostendę, wraz z tym kolejnym, przeprowadzonym 10 maja 1918 roku, stały się legendą nie tylko dla Brytyjczyków, ale także pozostałych aliantów. Według opinii publicznej była to akcja, która wykazała prawdziwy charakter Royal Navy: z przejawieniem własnej inicjatywy, bez oczekiwania na ruchy przeciwnika, o co flota była oskarżana przez cała wojnę. Przejawem tego było aż osiem Krzyży Wiktorii dla uczestników walk w Zeebrugge. Otrzymali je:
- komandor porucznik Arthur Carpenter, dowódca „Vindictive”
- komandor podporucznik George Bradford, dowódca grupy szturmowej Royal Navy z „Iris II”, pośmiertnie
- komandor podporucznik Arthur Leyland Harrison, dowodzący grupą szturmową Royal Navy
- kapitan Edward Bamford z Royal Marine Light Infantry
- porucznik Richard Douglas Sandford, dowódca C3
- porucznik Percy Thompson Dean z Royal Navy Volunteer Reserve, dowódca ML 282
- sierżant Norman Finch z Royal Marine Light Infantry
- marynarz Albert Edward McKenzie.

Ordery dla Carpentera, Bamforda, Fincha i McKenziego zostały przyznane w wyniku losowania wśród wybranych uczestników rajdu.